# Parco Alcide Cervi
Il parco Alcide Cervi è un parco pubblico di Rimini, che collega via Roma con il centro della città (Arco d'Augusto).
La sua continuazione naturale verso il lungomare sono il parco Maria Callas prima del sottopassaggio della ferrovia, collegato ad essa tramite un ponte ciclo-pedonale che attraversa Via Roma, e il parco Madre Elisabetta Renzi, dopo di essa, che termina in piazzale John Fitzgerald Kennedy. La sua continuazione naturale verso ovest, dopo via Circonvallazione Meridionale, prende il nome di parco Olga Bondi, dedicato alla memoria della donna riminese vittima del fascismo.

## Descrizione

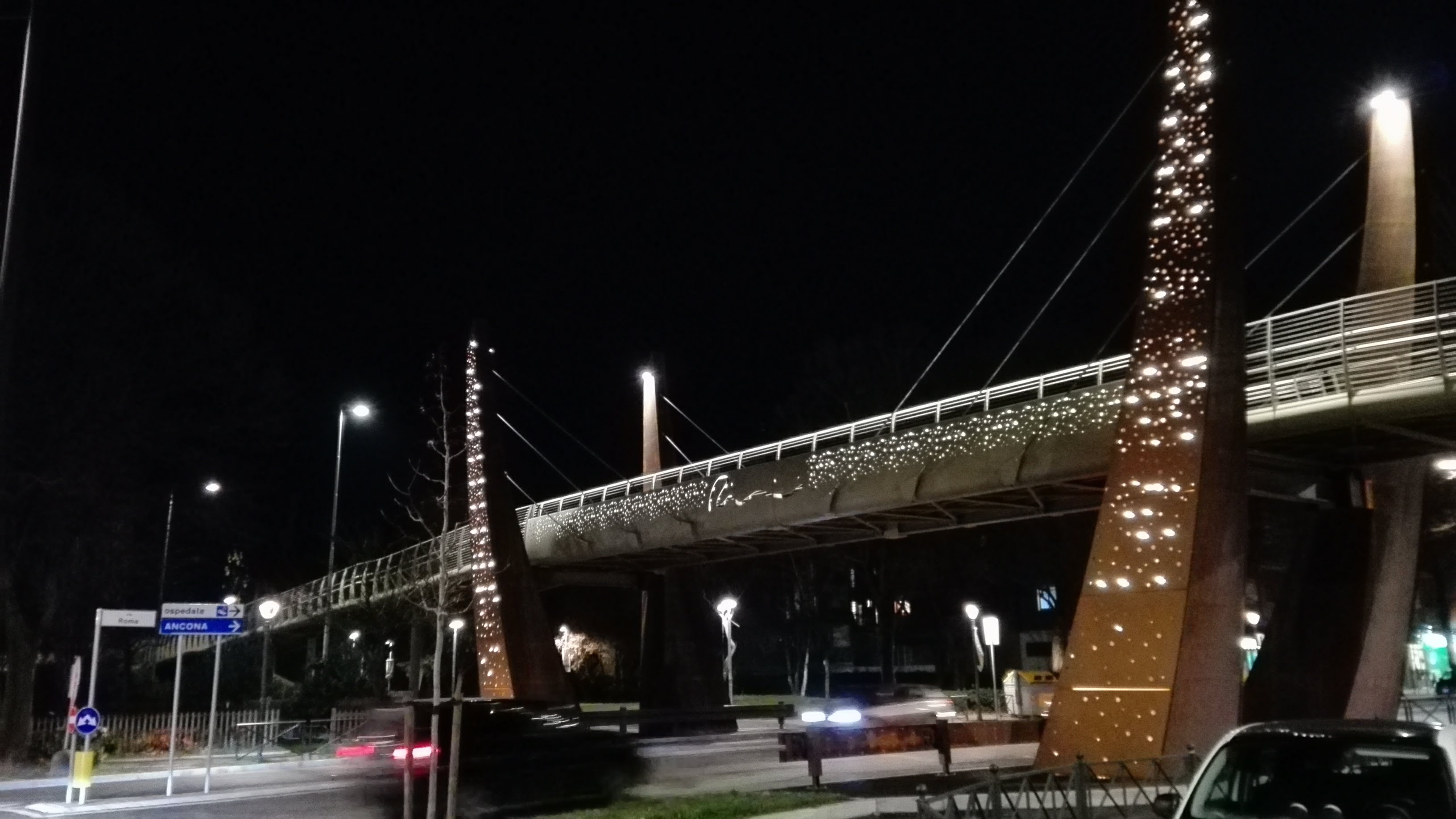
Ponte su Via Roma

Il parco si colloca nel letto del torrente Aprusa (nome romano del corso d'acqua oggi chiamato Ausa) ed è dedicato ad Alcide Cervi, padre dei Fratelli Cervi, patrioti italiani morti per mano fascista durante la seconda guerra mondiale, di cui il padre ha raccontato la storia e ha portato avanti la memoria dopo la fine degli eventi bellici.
La sua collocazione lo rende molto funzionale sia per il turismo estivo che per la cittadinanza: grazie al percorso ciclabile dedicato a Claudio Ugolini, infatti, ci si può facilmente spostare all'interno della città evitando il traffico. Il lato nord del parco costeggia le mura romane di via Bastioni Orientali e l'Anfiteatro Romano. Al suo interno si trova un monumento opera di Elio Morri, dedicato alla Resistenza partigiana, di cui Rimini è città onoraria avendo ricevuto l'onorificenza della medaglia d'oro.
All'interno del parco sono presenti:
- Area pic-nic
- Parco giochi
- Fontanella

## Galleria d'immagini

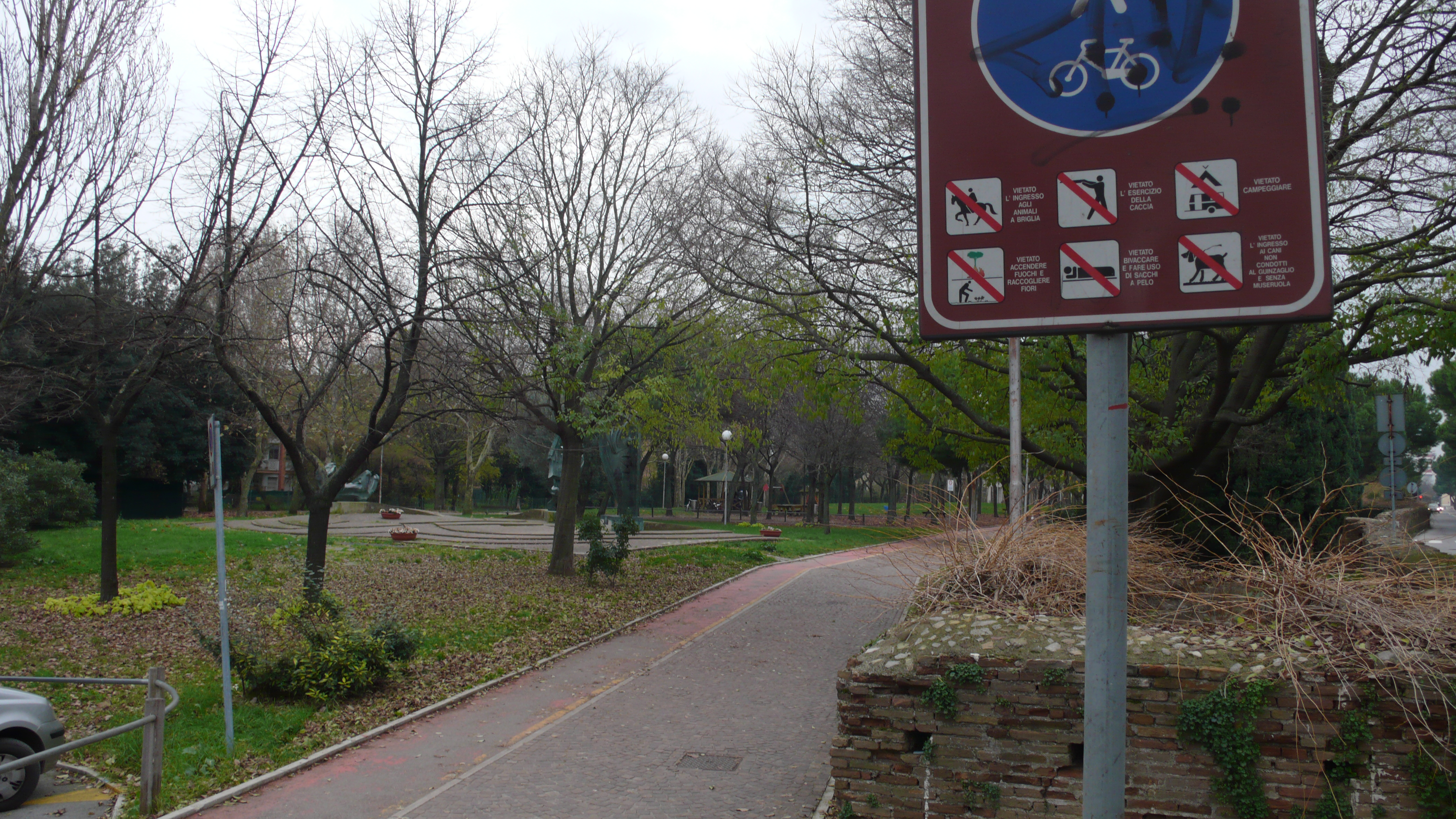
Entrata del parco da via Roma.
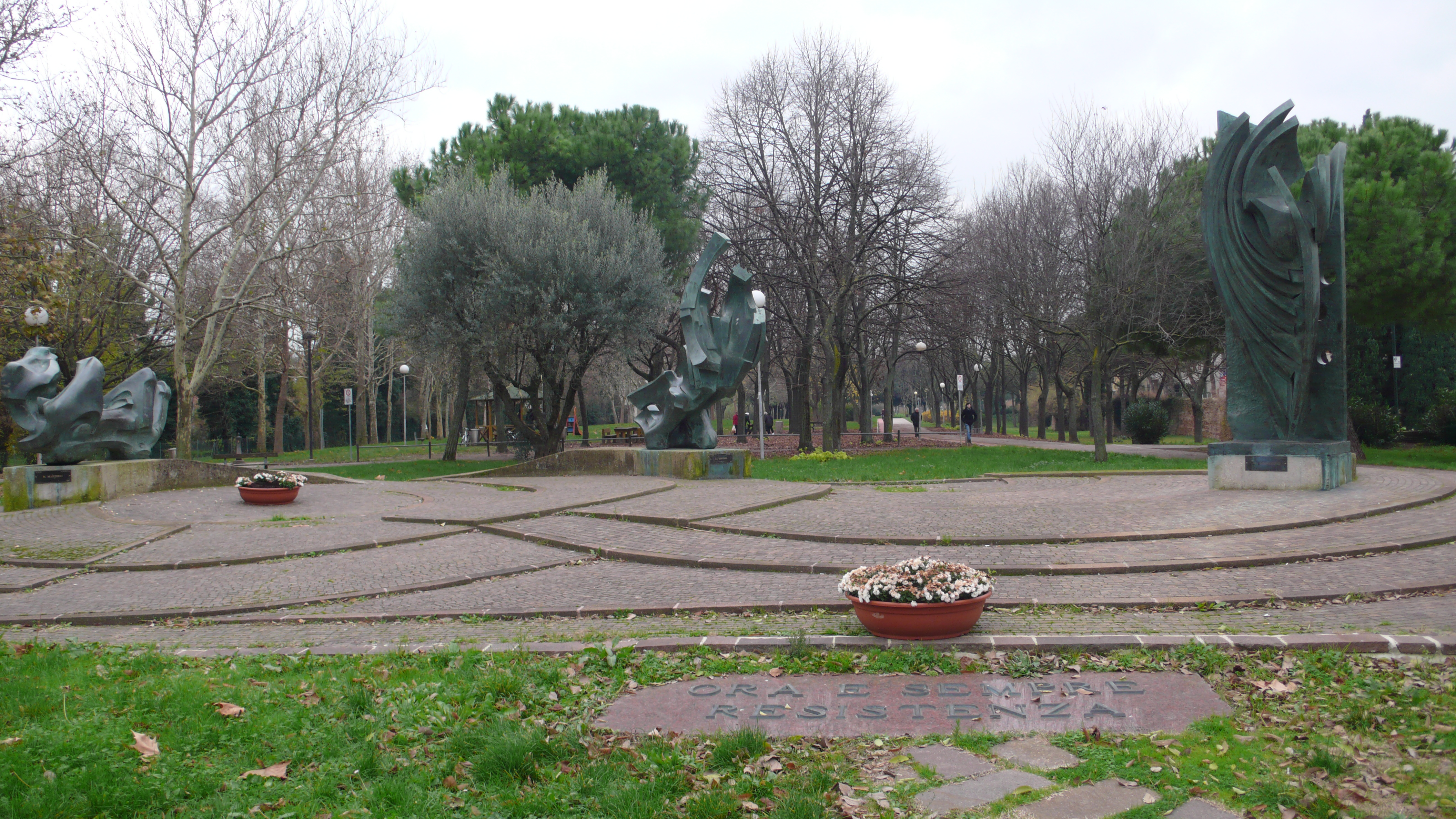
Monumento alla Resistenza.
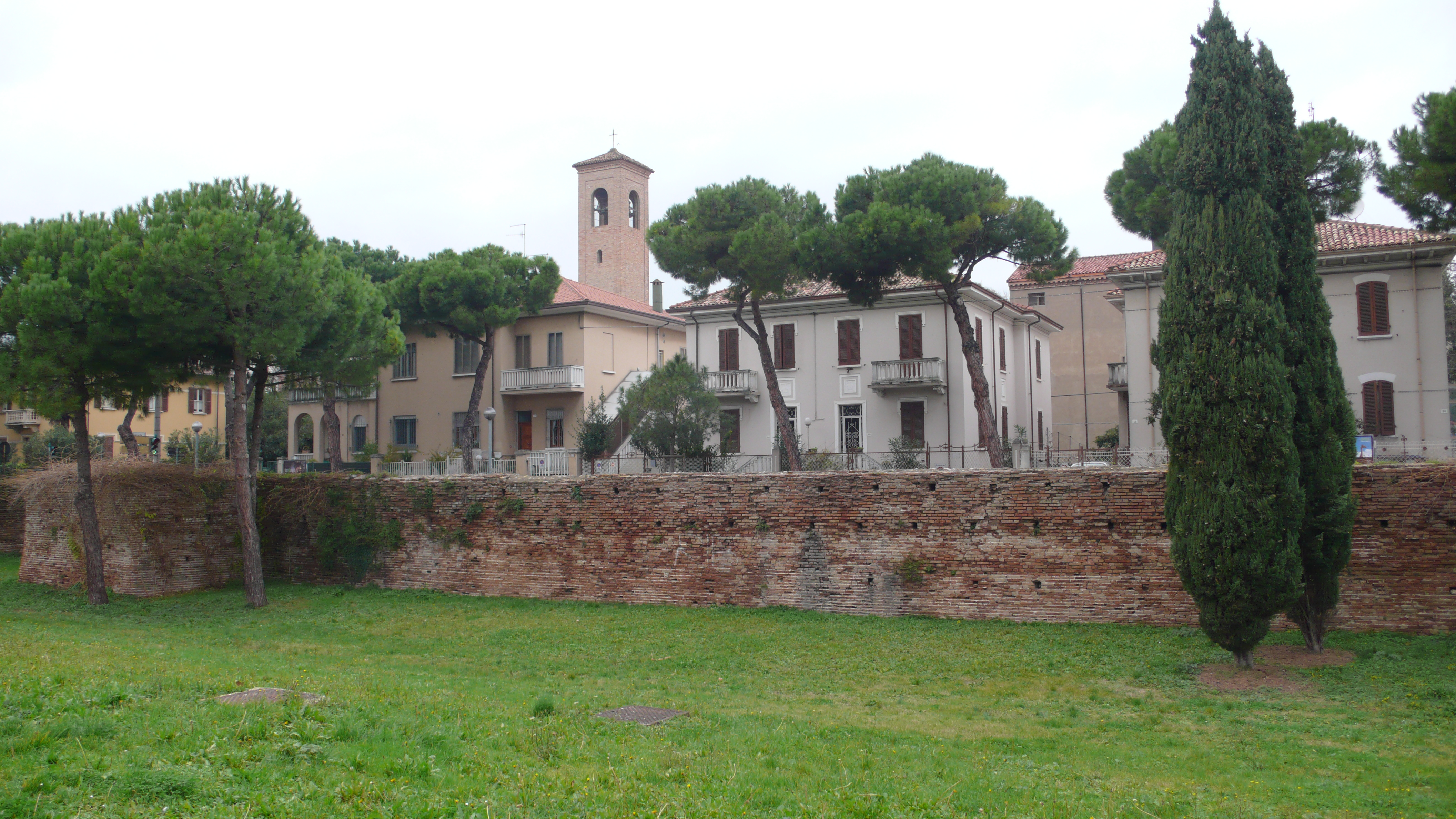
Uno scorcio di via Bastioni Orientali.
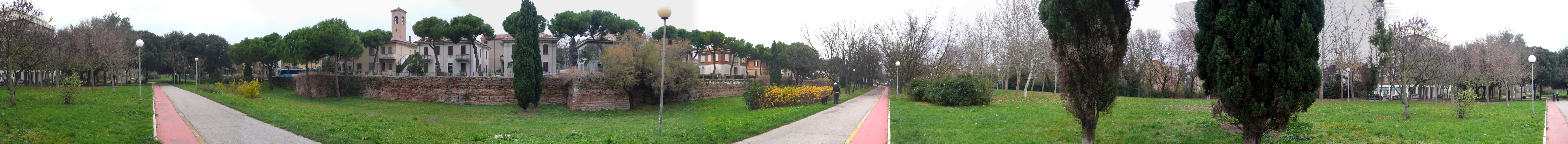
Panoramica del parco a 360°.